# 1646 год в России
Царствование: 1645—1676 — Алексея Михайловича

## События
- 7 февраля — прямые налоги (ямские и стрелецкие деньги) заменены налогом на соль[1].
- Установлена государственная монополия на продажу табака[2].
- Отменены налоговые льготы английской Московской компании, что привело к усилению влияния нидерландских купцов[2].
- Снижено жалование служилым людям (некоторым оно не выплачивалось), в ряде городов ликвидированы слободы освобождённые от уплаты налогов[2].
- Инициировано создание приказа Драгунского строя и Ствольного приказа (1646/47) ведавшего производством мушкетов[2].
- Март — русское посольство в Польше с царским предложением Владиславу IV создать войско из днепровских и донских казаков и вместе с русскими и польскими полками выступить против Крымского ханства[1].
  - В Ефремове строятся суда для похода казаков на Крымское ханство[3].
- Лето — открытие отрядом землепроходца Исая Нечаева (Игнатьев) чукотской Чаунской губы Восточно-Сибирского моря[1][4].
- Ноябрь — посольство Речи Посполитой в Москве[5].
- 1646—1647 — русское посольство в Нидерланды[6].
- Начата двухгодичная перепись тяглого (платившего подати) и частично не тяглого населения, по «живущей четверти»[1].
- Царский указ о создании Ближней думы (царских советников) и приказа Тайных дел[1].
- Никон (будущий патриарх) поставлен архимандритом московского Новоспасского монастыря[7].
- Морозов Борис Иванович, по коллективной челобитной дворян и детей боярских на "сильных людей" провёл расследование злоупотреблений в приказах, в результате чего усилил своё влияние на государственные дела, способствовал назначению приказными судьями близких к себе людей, покровительствовал их произволу[2].
- Пожалованы окольничеством: Бутурлин Михаил Матвеевич, Волконский Дмитрий Петрович, Волконский Пётр Фёдорович, Долматов-Карпов Фёдор Борисович, Львов Дмитрий Петрович, Пушкин Борис Иванович, Ромодановский Василий Григорьевич, Собакин Никифор Сергеевич, Трахионтов Пётр Тихонович[8].
- Пожалованы боярством: Прозоровский Семён Васильевич (ум. 1660), Стрешнев Фёдор Степанович (ум. 1647), Пушкин Григорий Гаврилович (ум. 1656), Трубецкой Алексей Никитич (ум. 1663), Юрьев-Романов Никита Иванович (ум. 1655), Стрешнев Василий Иванович (ум. 1661), Черкасской Яков Куденетович (ум. 1666), Салтыков-Львов Иван Иванович (ум. 1671), Куракин Фёдор Семёнович (1656), Тёмкин-Ростовский Михаил Михайлович (ум. 1661), Буйносов-Ростовский Юрий Петрович (ум. 1661), Шереметев Борис Петрович (ум. 1650)[8].
- Местничество: 
  - Апухтин Иван Данилович и Наумов Лаврентий Фёдорович (1646-1647)[9].
  - Репей-Плещеев Дмитрий Иванович и Шереметев Василий Борисович[9].
  - Дело об учреждении в сотнях чина знаменщиков из городовых дворян и их протестах (1646-1649)[9].
  - Бутурлин Василий Васильевич и Шереметев Василий Борисович[9].
  - Долгорукий Юрий Алексеевич Чертёнок и боярин Шереметев Василий Борисович[9].
  - Щербатый Тимофей Иванович и окольничий Бутурлин Михаил Матвеевич (1646-1648)[9].

## Города и поселения
- Тобольск, значительно пострадавший при пожаре 1643 года, заново отстроен[10].
- Впервые упоминается деревня Агрыз (сов. г. Агрыз)[11].

## Руководители приказов[12]
| Года      | Приказ               | Ф,И,О главы               | Примечания                    |
| --------- | -------------------- | ------------------------- | ----------------------------- |
| 1643-1646 | Казанского дворца    | Одоевский Никита Иванович | Боярин                        |
| 1643-1646 | Сибирский приказ     | Одоевский Никита Иванович | Боярин                        |
| 1646-1648 | Большой казны        | Морозов Борис Иванович    |                               |
| 1646-1648 | Стрелецкий приказ    | Морозов Борис Иванович    |                               |
| 1646-1648 | Иноземский приказ    | Морозов Борис Иванович    |                               |
| 1646-1648 | Аптекарский приказ   | Морозов Борис Иванович    |                               |
| 1646-1648 | Новая четверть       | Морозов Борис Иванович    |                               |
| 1630-1661 | Разрядный приказ     | Гавренёв Иван Афанасьевич | Думный дьяк                   |
| 1646-1647 | Приказных дел        | Шереметев Иван Петрович   | Боярин                        |
| 1646/47   | Сбора даточных людей | Шереметев Иван Петрович   | Первый раз: 1639              |
| 1643-1646 | Новая четверть       | Шереметев Фёдор Иванович  | Боярин                        |
| 1638-1646 | Аптекарский приказ   | Шереметев Фёдор Иванович  | Боярин                        |
| 1646      | Сыскной приказ       | Голицын Иван Андреевич    | Боярин. Первый раз: 1637-1638 |

## Воеводы[18]
Города по алфавиту
| Года          | Город     | Ф,И,О воеводы                        | Примечание                   |
| ------------- | --------- | ------------------------------------ | ---------------------------- |
| Май 1643-1647 | Алаты     | Михайлов Иван                        | Казанец                      |
| 1646-1647     | Алатырь   | Загряжский Григорий Афанасьевич      |                              |
| 1645-1647     | Алексин   | Рожнов Василий Семёнович             |                              |
| Январь-ноябрь | Арзамас   | Бутурлин Фёдор Богданович            | Стольник                     |
| 1646-1649     | Арзамас   | Травин Леонтий Иванович              | В другом акте Лев            |
| 1645-1647     | Арск      | Борисов Иван Алексеевич              |                              |
| 1642-1646     | Астрахань | Репнин Борис Александрович           | Боярин                       |
| 1646-1649     | Астрахань | Куракин Фёдор Семёнович              | Боярин, первый раз 1629-1630 |
| 1644-1647     | Атемар    | Приимков-Ростовский Василий Наумович |                              |
| 1643-1646     | Берёзов   | Квашнин Мелентий Климентьевич        |                              |
| 1646-1648     | Берёзов   | Лодыженский Михаил Семёнович         | Стольник                     |
| 1644-1646     | Болхов    | Челищев Янаклыч                      |                              |
| 1646-1647     | Болхов    | Наумов Лаврентий Фёдорович           | (и Елизарьевич)              |
| 1642-1647     | Борисово  | Десятого Юрий                        |                              |
| 1646-1649     | Боровск   | Безобразов Василий Меркурьевич       |                              |
| 1646-1648     | Брянск    | Звенигородский Алексей Юрьевич       | Стольник                     |
| 1643-1646     | Бежецк    | Замыцкий Иван Иванович               |                              |
| 1646          | Бежецк    | Унковский Михаил Иванович            |                              |
| 1645-1647     | Белгород  | Хилков Фёдор Андреевич               | Стольник                     |
| 1642-1646     | Белёв     | Хитрой Севастьян Дементьевич         |                              |
| 1646-1649     | Белёв     | Сытин Константин Сильверстович       |                              |
|               |           |                                      |                              |
| 1646          | Темников  | Хитрово Богдан Матвеевич             |                              |

## Родились
- Козловский, Григорий Афанасьевич (1646—1701) — князь, военный и государственный деятель, боярин.

## Умерли
- Авраамий (Подлесов) — царский дьяк, келарь Троице-Сергиева монастыря.
- Долгоруков, Алексей Григорьевич Чертёнок (ум. 1 июля 1646) — сын боярский и голова, затем воевода.
- Лыков-Оболенский, Борис Михайлович (1576 — 2 июня 1646) — боярин и воевода, зять патриарха Филарета.
- Матфей (митрополит Казанский) — епископ Русской православной церкви, митрополит Казанский и Свияжский.
- Салтыков, Борис Михайлович (ум. 1646) — двоюродный брат царя Михаила Фёдоровича, имевший огромное влияние на него до возвращения из плена патриарха Филарета.
- Светешников, Надея Андреевич (? — 1646) — крупный русский купец и промышленник.
- Тургенев, Афанасий Дмитриевич (ок. 1582—1646) — государственный деятель, воевода.